# 圣吉尔斯大教堂
圣吉尔斯大教堂（St. Giles' Cathedral）隸屬蘇格蘭教會，位于苏格兰爱丁堡老城皇家一英里的中点，其独特的苏格兰王冠尖顶是爱丁堡天际线的特點之一。教堂作为爱丁堡的宗教枢纽已有900年，時至今日，它是苏格兰教会在爱丁堡老城的堂会，每个主日举行五场礼拜，有时也被視為全世界长老会的母会。
爱丁堡属于圣安德鲁教区，在苏格兰宗教改革以前，主教座堂设在圣安德鲁斯，因此爱丁堡没有主教座堂。改教以后的圣吉尔斯大教堂僅在17世纪两个很短的阶段（1635年至1638年和1661年至1689年）作为正式的主教座堂，当时主教制度獲得王室支持，曾在苏格兰教会短暂地占据优势，其餘大部分时间，苏格兰教会没有主教、教区及主教座堂，因此，教堂名称中的“Cathedral”并無實質意义。

## 歷史

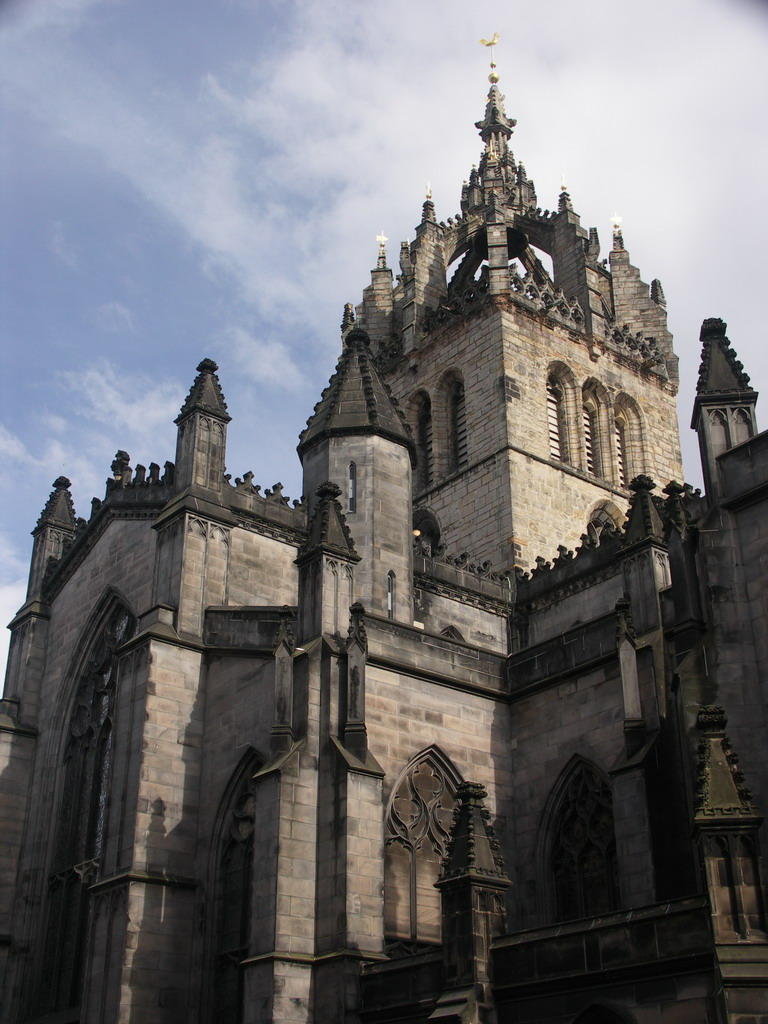
大教堂的王冠尖顶

正如其名，教堂原供奉爱丁堡主保圣人圣吉尔斯。教堂最古老的部分是四根巨柱。1385年，教堂遭受火灾，随后重建(目前教堂内部大多是當时所建)。在许多年间，周圍又增建许多小堂，使其大为扩展，形状也变得不规则。1466年，圣吉尔斯升格为一座协同教会。1490年增建灯笼状塔楼。在16世纪中叶苏格兰宗教改革之前，教堂共有约五十个祭坛。
在1560年宗教改革期间，玛丽钟和黄铜烛台被用来造枪，圣吉尔斯的手臂、钻石戒指（1454年获得）和其他珍宝被卖给爱丁堡银匠迈克尔·吉尔伯特和约翰·哈特，黄铜讲台作为废金属处理给亚当·富勒顿。教堂被分隔成许多布道厅，以符合长老会的礼拜风格 。

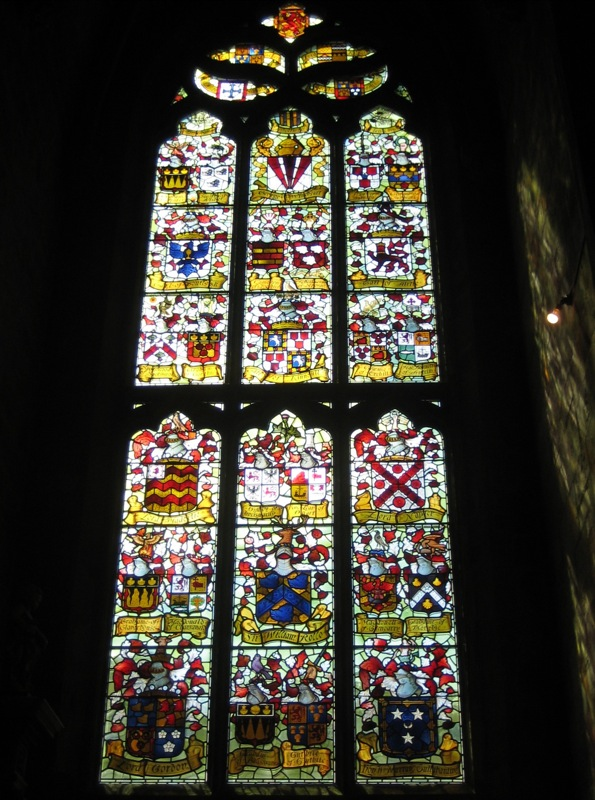
窗户上的徽章

1800年，盧肯唐樓(Luckenbooths)搬走後，教堂不忍卒睹的外觀首次完全顯露。1829年，建筑师威廉·伯恩受命修复和美化教堂，拆除部分小堂，使教堂外观对称。1872年至1883年，威廉·钱伯斯爵士资助了进一步的修复，目的是建立一个国家教堂：苏格兰的西敏寺，钱伯斯聘请建筑师威廉·海伊和乔治·亨德森进行修复、拆除隔墙，自改教以来首次出现了整合的内部空间，同時，因宗教改革而被消失的花窗玻璃又再次重現，此次完成小部分窗户的修復，絕大部分在20世纪中叶才得以完成。这些花窗描绘了一个连续的故事，开始于东北角，结束于西北侧，此举原難見容於长老会，然因窗面描绘的圣经故事為輔助传道，而非用以裝飾或偶像崇拜，最终才得到長老會的允许，长老会的态度之後也有所軟化，亦允許僅繪製圣安德烈(手持十字架的苏格兰主保圣人)卻未闡述圣经故事的作品出現於教堂中。
蓟花勋章礼拜堂（1911年）是蓟花勋章骑士团的小堂，其雕刻和绘画相當精緻。(詹姆斯七世於1687年建立蓟花勋章骑士团，由君主和16位骑士组成，為苏格兰最重要的骑士团)

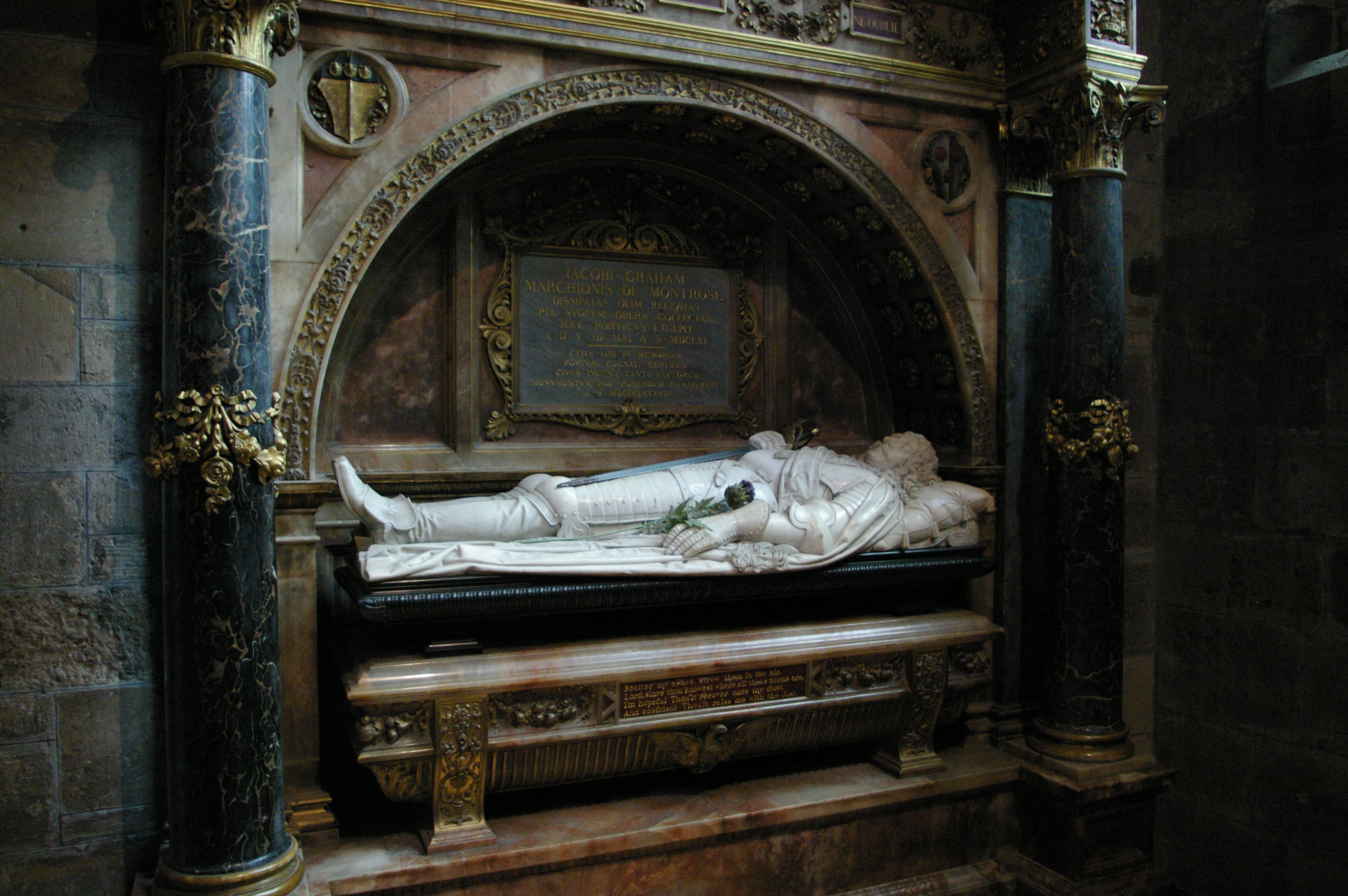
第一代蒙特罗斯侯爵墓穴

1637年7月23日，查理一世将圣公会的公祷书强加予苏格兰教会而引发骚乱，随后爆发主教战争。1707年，苏格兰议会与英格兰议会合并、大不列颠王国成立，圣吉尔斯大教堂响起了《为何结婚時会难过？》的曲调，哀悼一去不復返的蘇格蘭獨立主權。

## 使用
由于规模庞大，位置适中，教堂內还有许多贵族的墓穴，使之成为極受欢迎的旅游景点，又因地处皇家一英里中心，在每年的爱丁堡艺术节更加引人瞩目。新教改革者约翰·诺克斯也安葬在教堂院内，不过并无墓穴。

## 外部連結
- 维基共享资源上的相關多媒體資源：圣吉尔斯大教堂
- St. Giles' Cathedral website （页面存档备份，存于）
- St. Giles' Cathedral （页面存档备份，存于） Independent article and photographs
- St. Giles' at Undiscovered Scotland （页面存档备份，存于）
- St. Giles' at About Britain （页面存档备份，存于）
- St. Giles' at The Capital Scot
- EdinPhoto （页面存档备份，存于）
- The Churches of Edinburgh at ElectricScotland.com （页面存档备份，存于）
- Edinburgh Architecture - The Royal Mile （页面存档备份，存于）